# Grolar
El oso grolar, oso de Banks, grizzly-polar o nanulak (Ursus arctos × Ursus maritimus) es un híbrido raro que se ha producido tanto en cautiverio como en estado salvaje, resultado de cruce de oso grizzly y oso polar. En 2006, la aparición de este híbrido en la naturaleza ha sido confirmada por los análisis de ADN de un oso de aspecto extraño que fue encontrado en la isla de Banks al norte de Canadá. Anteriormente, el híbrido se había producido en zoológicos y se lo consideró inexistente para la ciencia.

## ¿Cómo ocurrió en la naturaleza?
Aunque el oso pardo y el oso polar son genéticamente similares y con frecuencia se los encuentra en los mismos territorios, tienden a evitarse entre sí. El oso grizzly y también el oso kodiak, además del oso pardo de Alaska, que son subespecies del oso pardo, tienden a vivir en las tierras de estas islas, mientras que el oso polar prefiere el agua y el hielo. Pero, debido al cambio climático, el oso polar, migra hacia el sur porque no hay suficiente hielo y se encuentra con el grizzly. De hecho, ha habido reportes de estos dos osos compartiendo una comida.[cita requerida]
Algunas características:
1. Patas entre palmeadas y normales tanto para nadar como para caminar.
2. Pelaje entre grueso y fino que le permite vivir en cualquier condición climática, ya sea fría o tropical.
3. Tienen un tamaño medio: son más grandes que los grizzly pero más pequeños que los polares.

## Descubrimiento del 2006
Jim Martell, un cazador de Idaho, le disparó a un oso grizzly-polar, cerca de Sachs Harbour, en la isla de Banks, según se informó el 16 de abril de 2006. Martell que poseía una licencia oficial para cazar osos polares mató a un grolar, pensando que era un oso polar común. Los funcionarios tuvieron gran interés en la criatura cuando se percataron de sus rasgos comunes en los osos polares y en los osos grizzlies.
Una prueba de ADN realizada por la Vida Silvestre Internacional de Genética reveló que se trataba de un híbrido con madre oso polar y padre oso pardo. Se trata del primer caso documentado en la naturaleza, aunque se sabía que este híbrido era posible biológicamente por su crianza en zoológico en el pasado.
En medio de la controversia, el oso fue devuelto a Martell.

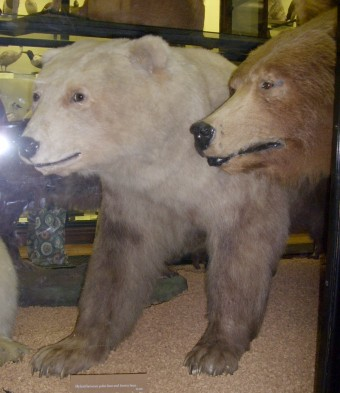
Grolar junto a un oso pardo, museo de Rothschild, Inglaterra.

 En 2010 otro cazador mató a un ejemplar que resultó ser hijo de una osa grolar y un oso pardo. Se han estado haciendo estudios para verificar si este oso tiene alguna relación biológica con el del primer caso.
En mayo de 2020, se mostró un video en el que probablemente había sido captado un ejemplar de grolar, sentado en la nieve en Canadá.